# عقد 920 ق م
عقد 920 ق م هو عقد امتد بين 31 ديسمبر 929 ق م و1 يناير 920 ق م بحسب التقويم اليولياني البروليبتي (التقويم الميلادي). سبقه عقد 930 ق م ولحقه عقد 910 ق م.

## أحداث
- 928 قبل الميلاد : وفاة النبي الله سليمان  وانقسام مملكة إسرائيل إلى مملكتين مملكة إسرائيل في الشمال تحت حكم يربعام ومملكة يهوذا في الجنوب تحت حكم رحبعام.
- 925 قبل الميلاد : اجتياح شيشاق مملكة يهوذا بجيش مؤلف من 60 ألف فارس و1200 مركبة دعما لحليفه يربعام ملك إسرائيل.[5]
- 922 قبل الميلاد : اوسركون الأول يخلف والده شيشاق/شيشنق الأول على عرش مصر.[6]
- 922 قبل الميلاد : تشو قونغ وانغ يخلف والده مو تشو على عرش الصين.[7]
- 922 قبل الميلاد : وفاه فيرباس، أرشون أثينا بعد حكم دام 30 عامًا ويخلفه ابنه ميجاكليس.[8]
- 920 قبل الميلاد : حدوث أكثر الظواهر الفلكية الدورية نُدرة وهي عبور الزهرة أي مرور كوكب الزهرة بين الشمس والأرض.
- 920 قبل الميلاد : تولي الملك يهيميلك الحكم في جبيل.[9]
- 920 قبل الميلاد : الغزو الآرامي لسمأل شمال سوريا اليوم.[10]
- 920 قبل الميلاد : نقل عاصمة مملكة كوش إلى نبطة التي ستصبح مدينة مزدهرة، بفضل أرباح بيع الذهب لرجال الدين في طيبة.[11]

## مواليد
- فيليس ملك فينيقي (عام 928 قبل الميلاد).[12]

## وفيات
- النبي الله سليمان  حسب كتابات اليهود (928 قبل الميلاد).[13]
- شيشنق الأول ملك مصر (922 قبل الميلاد).[6]
- مو تشو ملك من سلالة زو الحاكمة في الصين (922 قبل الميلاد).[7]
- فيرباس أرشون أثينا (922 قبل الميلاد).[8]

## كتب
- Yves Denis Papin (1998). Chronologie de l'histoire ancienne. Lieu de publication non identifié: Éditions Jean-paul Gisserot. ISBN:2-87747-346-5. OCLC:40746926. مؤرشف من الأصل في 2022-03-16.
- موسوعة حضارة العالم (2002) لأحمد محمد عوف.

## روابط خارجية
- تصفح سنة بسنة عقد 920 ق م على موقع onthisday.com
- تصفح سنة بسنة عقد 920 ق م ابتداءً من سنة عقد 920 ق م على موقع المكتبة الوطنية الفرنسية
- التسلسل الزمني للتاريخ الحربي قبل الميلاد على موسوعة التاريخ الحربي.